# Lövbiff
En lövbiff är en tunn skiva av innanlår (nötkött) som vanligen steks hastigt i panna på högsta värme. Den kan med fördel bankas ut före tillagning, då innanlår kan vara lite segt. Det är väsentligt att inte steka för länge, då drar köttet ihop sig och torkar ut. En halv minut per sida brukar vara lagom.
Lövbiffen kan även förses med någon fyllning, till exempel som rullad. Den kan också strimlas och wokas, ingå i en pastasås, en sallad, i snabbgrytor eller sjudas i buljong, som den japanska rätten shabu-shabu. 

## Andra beteckningar
En stor lövbiff kallas ibland för "elefantöra". Minutbiff är ett alternativt namn på en lövbiff eller liknande köttbit, men betecknar ofta en mörad bit av en billigare styckningsdetalj, såsom fransyska. Lövbit betecknar ofta en skiva av pressat kött av liknande form, och utgör därför ett lågprissubstitut till en äkta lövbiff. Denna variant hittas ofta på snabbmatsrestauranger.